# Droit constitutionnel du Canada

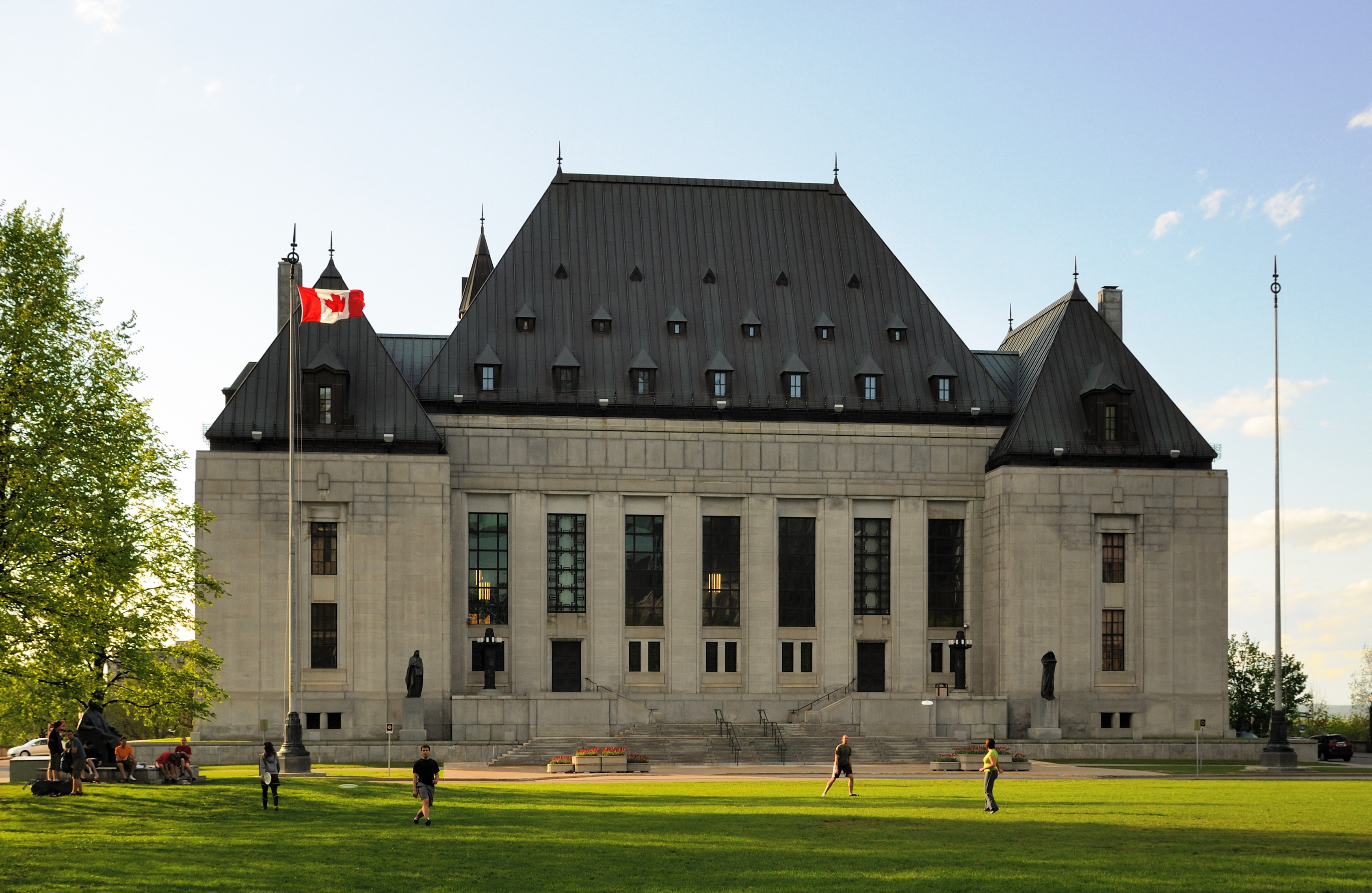
L'édifice de la Cour suprême du Canada, l'autorité suprême en matière d'interprétation de la Constitution du Canada.

Le droit constitutionnel canadien est le domaine du droit canadien relatif à l'interprétation et à l'application de la Constitution du Canada par les tribunaux. Toutes les lois du Canada, tant provinciales que fédérales, doivent se conformer à la Constitution et toute loi qui n'y est pas conforme est nulle et sans effet.
Les principes du droit constitutionnel canadien sont grandement basés sur celui du Royaume-Uni, même si la venue de la Charte canadienne des droits et libertés en 1982 a rapproché le Canada de la tradition américaine.

## Textes constitutionnels d'origine anglaise
La Constitution du Canada intègre de nombreux textes écrits par les autorités anglaises au fil des siècles. Plusieurs de ces documents établissent les fondements de plusieurs principes juridiques et politiques, dont celui de la Common law.
1. Charte des Libertés - 1100 (Charter of Liberties) : Précurseur de la Magna Carta Libertatum, elle limite les prérogatives royales en matière d'imposition et de libertés religieuses, notamment quant aux sièges épiscopaux, aux bénéfices ecclésiastiques et à la simonie.
2. Magna Carta Libertatum - 1215 : Elle limite les prérogatives royales en introduisant des principes tels que l’Habeas Corpus, la sécurité juridique, les garanties juridiques et le libre-échange.
3. Statut de Merton - 1235 (Statute of Merton) : Le statut de Merton limite aussi les prérogatives royales en introduisant le principe du droit communal et en devenant un fondement dans le principe de la common law et de l'établissement du droit de propriété.
4. Dispositions d'Oxford - 1258 (Provisions of Oxford) : Ce document définit la légitimité du Parlement et des Assemblées législatives en introduisant les principes de contrôle parlementaire et de responsabilité ministérielle.
5. Dispositions de Westminster - 1259 (Provisions of Westminster) : Ce document renforce les Dispositions d'Oxford en incluant des propositions de réforme gouvernementale, notamment en droit civil, mais aussi en droit criminel. Elles réforment de plus le droit fiscal et successoral en plus de définir les responsabilités et droits mutuels des propriétaires et des occupants, l'un envers l'autre.
6. Statut de Marlborough - 1267 (Statute of Marlborough)
7. Propositions de tête - 1647 (Heads of Proposals)
8. Débats de Putney - 1647 (Putney Debates)
9. Accord du peuple - 1647-1649 (Agreement of the People)
10. Instrument du gouvernement - 1653 (Instrument of Government)
11. Avis et Pétition modeste - 1657 (Humble Petition and Advice)
12. Charte des Droits - 1689 (Bill of Rights)
13. Loi d'établissement - 1701 (Act of Settlement) : Elle définit la lignée royale et le droit d'accession au trône.

## Textes constitutionnels d'origine canadienne
Bien que plusieurs textes furent écrits par le Parlement anglais, nombre d'entre eux servirent spécifiquement à la constitution du Canada. La loi constitutionnelle de 1867 intègre d'ailleurs tous les textes constitutionnels d'origine anglaise qui ne furent ultérieurement modifiés par la jurisprudence ou le Parlement canadien.
1. Proclamation royale (1763)
2. Acte de Québec (1774)
3. Acte constitutionnel (1791)
4. Acte d'Union (1840)
5. Loi constitutionnelle de 1867
6. Statut de Westminster (1931)
7. Loi de 1982 sur le Canada
8. Loi constitutionnelle de 1982

## Compétences
En vertu de l'autorité de l'article 52(1) de la Loi constitutionnelle de 1982, les tribunaux peuvent examiner toute question de droit. Par conséquent, la portée de la compétence des tribunaux est très large. Les tribunaux sont saisis des questions constitutionnelles lors des conflits entre deux instances ou des questions de référence. La cour a la discrétion d'entendre ou non toute question constitutionnelle du moment qu'elle comporte clairement un aspect juridique. La doctrine constitutionnelle américaine relative aux questions politiques n'a pas été retenue ; ainsi, la cour peut accepter d'entendre une question qui comporte une dimension politique.
Les tribunaux doivent faire preuve de prudence en examinant des questions de référence. Ils ont l'obligation de ne répondre qu'aux questions qui ne sont ni spéculatives, ni de nature purement politique, ni prématurées. En répondant aux questions, la cour doit se garder de sortir du rôle qui lui est dévolu dans le cadre de la Constitution.

## Partis valides
Un parti doit avoir qualité d'agir (locus standi) afin d'amener une contestation constitutionnelle devant les cours. Ceux qui désirent contester une loi peuvent le faire de plusieurs façons. Pour un parti directement affecté par la loi alléguée inconstitutionnelle, la qualité pour agir est reconnue de plein droit. De même, un détenteur de droits peut contester toute loi qui restreint ses droits. Ceux qui ne sont pas protégés par un droit mais qui sont néanmoins poursuivis en vertu d'une loi peuvent la contester également.
Les groupes d'intérêt public peuvent également obtenir la qualité d'agir s'ils satisfont aux exigences du test Borowski. Le groupe doit démontrer que la loi soulève une question constitutionnelle importante, que le groupe a un véritable intérêt dans la question, et qu'il n'existe aucune autre façon raisonnable et efficace d'amener la question devant la cour.

## Examen judiciaire des compétences législatives
Il y a trois approches possibles pour contester une loi qui concerne le partage des pouvoirs. Une loi peut être contestée pour sa validité, son applicabilité ou son opérabilité.
La validité d'une loi peut être contestée lorsque le sujet au cœur de la loi se situe en dehors des compétences législatives du gouvernement. L'analyse commence en déterminant le caractère véritable de la loi. Cela exige d'examiner l'objectif de la loi ainsi que ses effets juridiques et pratiques. La matière identifiée est ensuite assignée aux pouvoirs législatifs les plus appropriés énumérés aux articles 91 à 95 de la Loi constitutionnelle de 1867.
L'applicabilité d'une loi peut être contestée lorsqu'une loi valide affectera en certaines circonstances une matière qui est attribuée à un autre chef de compétence. Dans ce cas la loi peut être jugée inapplicable aux matières en dehors de la compétence du gouvernement en vertu de la doctrine de l'exclusivité des compétences.
L'opérabilité d'une loi peut être contestée lorsque les gouvernements provincial et fédéral ont une compétence concurrente sur certaines matières de droit et ont tous deux édicté des législations qui peuvent interférer l'une avec l'autre. S'il est démontré que les lois sont fonctionnellement inopérantes, alors la loi provinciale sera rendue inopérante en vertu de la doctrine de la prépondérance.

## Principes d'interprétation
Dans le Renvoi relatif à la sécession du Québec, la Cour suprême du Canada traça quatre principes fondamentaux et organisateurs de la Constitution (liste non exhaustive) : le fédéralisme ; la démocratie ; le constitutionnalisme et la primauté du droit ; et le respect des minorités.

## Conventions constitutionnelles non écrites
Dans de rares situations, les tribunaux ont développé de nombreuses règles constitutionnelles qui ne sont pas expressément définies dans les textes constitutionnels, mais plutôt implicites à divers principes juridiques. La jurisprudence canadienne a donc créé la Charte des droits implicite, laquelle intègre toutes conventions constitutionnelles non écrites.
Par exemple, dans l'arrêt Morguard Investments ltd. v. De Savoye, [1990] 3 S.C.R. 1077, la Cour suprême du Canada énonce que le système judiciaire canadien est organisé de telle manière que toute crainte de différence de qualité de justice d'une province à l'autre ne saurait être vraiment fondée. Par conséquent, les tribunaux d'une province devraient « reconnaître totalement » les jugements rendus par un tribunal d'une autre province ou territoire, pourvu que ce tribunal ait correctement et convenablement exercé sa compétence dans l'action. Ce principe est privilégié par la judicature, bien qu'aucune disposition expresse de la Constitution du Canada ne le stipule. Autrement dit, un tribunal devrait suivre en tout temps la règle stare decisis, c'est-à-dire la logique des jugements précédents de tout autre tribunal dans toutes situations similaires.